# Goznak

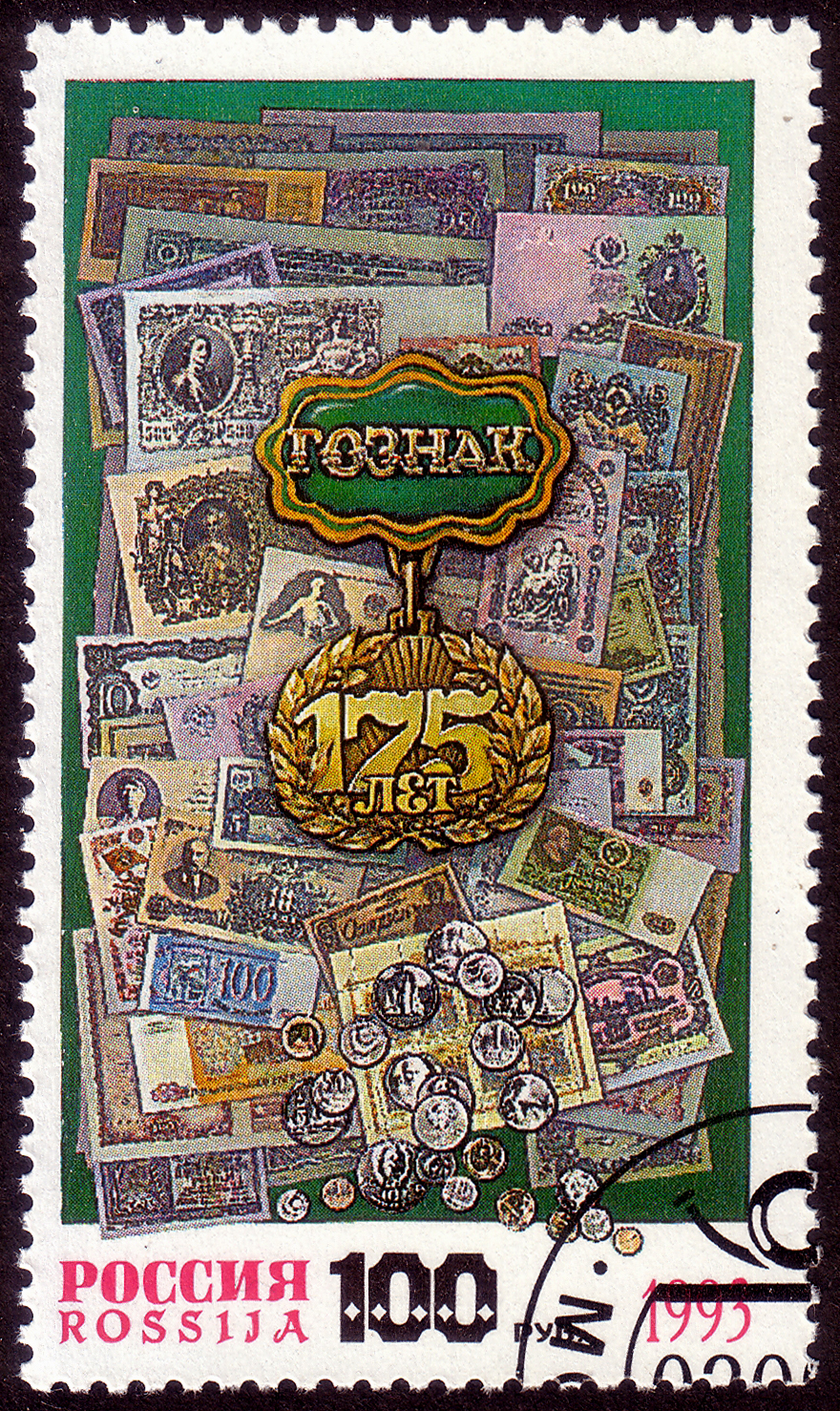
Postzegel uit 1993 naar aanleiding van het 175-jarig bestaan van Goznak

Goznak (Russisch: «Гознак», een afkorting van Государственный знак, Gosoedarstvennij znak, of Nationale Munt) is de muntinstelling van Rusland. Het bedrijf is verantwoordelijk voor de productie van bankbiljetten, munten en onderscheidingen. Het combineert papier- en drukbedrijven, die de productie verzorgen van papiergeld, obligaties, cheques, kredietbrieven, spaarboekjes (сберегательная книжка, sberegatelnaja knizjka), loterijbiljetten, postzegels, blanco paspoorten, naast kunstdrukken, speciaal en hoogwaardig papier. Dochterondernemingen van Goznak produceren muntstukken, medailles en decoraties. Het vervaardigt ook bank- en kredietkaarten, telefoonkaarten en simkaarten. Naast het Russische geld drukt het bedrijf ook biljetten van andere landen, zoals Indonesië en Egypte.
Onder tsaar Peter de Grote werd in 1724 de Sint-Petersburg-Munt opgericht, die het alleenrecht kreeg op de productie van munten in Rusland, en verschillende soorten emblemen en decoraties produceerde. In 1818 werd het Departement voor Nationale Muntproductie (Экспедиция заготовления государственных бумаг, Ekspeditsia zagotovlenia gosoedarstvennych boemag) opgericht binnen het Ministerie van Financiën. In 1838 introduceerde de Pruisische wetenschapper Boris Jakobi (Moritz Hermann von Jacobi), werkzaam op het Departement, de eerste drukplaten in de drukkerijgeschiedenis. In de jaren 1890 ontwikkelde Ivan Orlov, een werknemer van de instelling, een nieuwe druktechniek, die de "Orlov-pers" (Орловская печать, Orlovskaja petsjat) zou worden genoemd. Hij bouwde ook meerkleurendrukpersen, die prototypes waren voor moderne persen. De machines van Orlov waren in verschillende landen in gebruik tot de jaren 1970.
Na de Oktoberrevolutie van 1917 werd het Departement voor Nationale Muntproductie gereorganiseerd, en hernoemd tot Goznak. In 1941 vond een fusie plaats met de Sovjet-Munt. Goznak bezat een eigen Federaal Research-Instituut in Moskou. In de jaren 1920 creëerde Goznak-werknemer en Sovjet-Russisch beeldhouwer Ivan Shadr de eerste exemplaren van het Sovjet-geld.
Een werknemer van de Moskouse Drukkerij van Goznak, V.A. Oleynik, vond in de jaren 1950-1960 een originele geldtelmachine uit, die verder ontwikkeld zou worden door het Federale Research-Instituut van het bedrijf. Alle bedrijven van Goznak zouden uitgerust worden met deze telmachines.
Op dit moment is Goznak een Russische Federale staatsonderneming (федеральное унитарное предприятие, Federalnoje oenitarnoje predprijatije, Federale Unitaire Onderneming), bestaande uit :
- Moskouse Munt
- Drukkerij van Perm
- Sint-Petersburg-papierfabriek
- Sint-Petersburg-Munt
- Drukkerij Moskou
- Onderzoeksinstituut van Goznak (Moskou)
- Krasnokamsk-papierfabriek
- Moskou-typografie